# Wendell Willkie

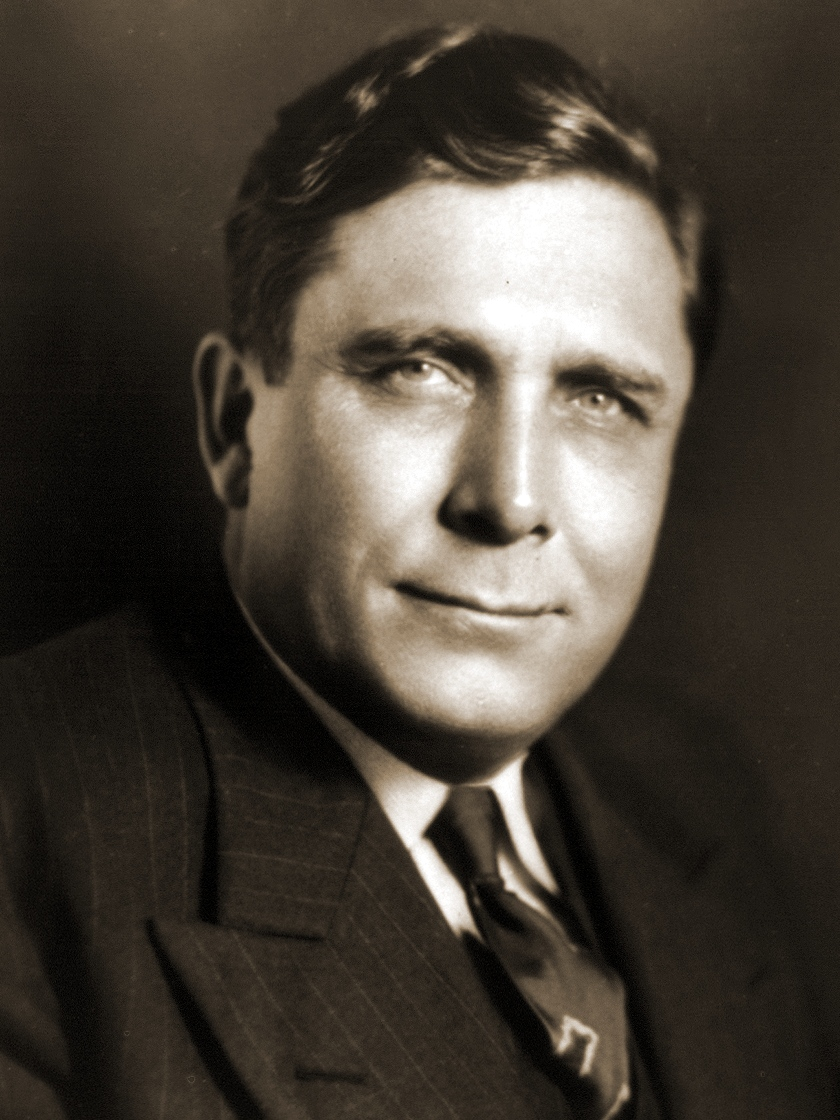
Wendell Willkie (1940)

Wendell Lewis Willkie (* 18. Februar 1892 in Elwood, Madison County, Indiana; † 8. Oktober 1944 in New York City) war ein US-amerikanischer Jurist und Geschäftsmann, der sich politisch betätigte. Bei der Präsidentschaftswahl von 1940 war er republikanischer Gegenkandidat von Amtsinhaber Franklin D. Roosevelt.
Willkie war ausgebildeter Jurist und arbeitete nach seinem Studium und dem Wehrdienst als Wirtschaftsanwalt. Ab den späten 1920er-Jahren stieg er in führende Positionen auf. Politisch engagierte er sich zunächst bei den Demokraten, wechselte dann aber zu den Republikanern. Als Geschäftsführer der Southern Company wandte er sich gegen die von der demokratischen Roosevelt-Regierung betriebenen Verstaatlichung von Projekten seines Unternehmens. Da er als charismatischer Redner bekannt war, sahen führende liberale Republikaner in ihm einen möglichen Präsidentschaftskandidaten für die Wahl 1940. Überraschend gewann Willkie tatsächlich die Nominierung der Republikaner. Ausschlaggebend unter dem Eindruck des ausgebrochenen Zweiten Weltkrieges in Europa war hier sein Eintreten für eine internationalistische Außenpolitik. Im Wahlkampf sprach er sich zudem für die Beibehaltung des New Deal aus, jedoch wollte er Roosevelts Reformen effizienter und weniger bürokratisch gestalten. Obwohl seine Auftritte Begeisterung auslösten, siegte am Ende Präsident Roosevelt und wurde somit für eine dritte Amtszeit gewählt. Nach seiner Niederlage zeigte sich Willkie loyal gegenüber dem Präsidenten, der ihn während des Krieges mit einer Reihe diplomatischer Missionen betraute. Auch engagierte sich Willkie für politische und soziale Projekte. 1941 war er Mitbegründer des Freedom House, außerdem trat er energisch gegen Rassendiskriminierung auf. Im Vorfeld der Präsidentschaftswahl 1944 scheiterte sein Versuch, erneut als Kandidat seiner Partei nominiert zu werden. Im Oktober 1944 starb Willkie im Alter von 52 Jahren an einem Herzinfarkt.
Sowohl für sein politisches Engagement als auch seinen von vielen als bemerkenswert fair bewerteten Wahlkampf in Zeiten einer außenpolitischen Krise fand Willkie parteiübergreifend hohe Wertschätzung. Seine Haltung, die sich einem Isolationismus und damit einem möglichen Heraushalten der USA auf dem von den Nationalsozialisten bedrohten Europa widersetzte, ermöglichte den Vereinigten Staaten, 1941 politisch geschlossen in den Zweiten Weltkrieg einzutreten und so das Kriegsgeschehen zugunsten der Alliierten erheblich zu beeinflussen.

## Leben

### Erste Lebensjahre und Ausbildung

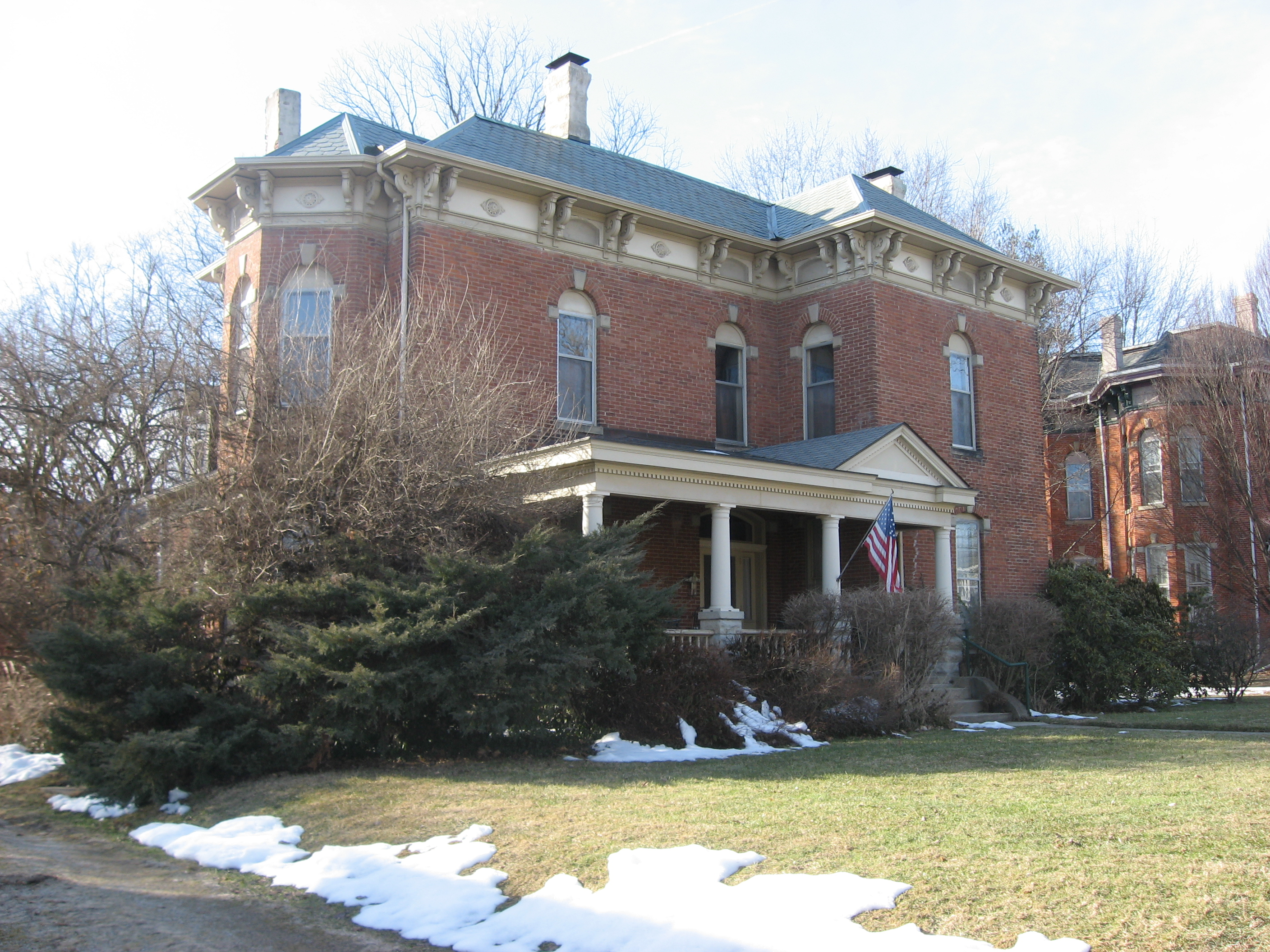
Wendell Lewis Willkie House in Rushville (Indiana), wo er in den letzten Jahren seines Lebens offiziell wohnte

Wendell Willkie wurde als Sohn deutschstämmiger Eltern am 18. Februar 1892 in Elwood, Indiana geboren. Willkie hatte noch eine Schwester sowie vier weitere Brüder. Seine Großeltern emigrierten zusammen mit seinem Vater aus Aschersleben in Deutschland 1858 in die USA. Seine Eltern waren beide als Anwälte in einer gemeinsamen Kanzlei tätig. Dabei war seine Mutter die erste Frau im Bundesstaat Indiana, die eine offizielle Zulassung als Anwältin erhielt. Die Familie Willkie gehörte zwar nicht zur gesellschaftlichen Oberschicht und hatte kein herausragendes Vermögen, doch konnten die Eltern der Familie ein gutbürgerliches Auskommen sichern. Nach dem Schulbesuch begann Wendell ein Studium. 1913 erwarb er an der University of Indiana den Bachelor of Arts. Diesen Lehrgang schloss er mit einem Notendurchschnitt im oberen Mittelfeld ab. Danach gehörte er zeitweise der Studentenverbindung Beta Theta Phi an, wo er für ein Jahr Geschichte lehrte.
Bereits im Jugendalter zeigte Wendell politisches Interesse. Sein Großvater hatte sich an den europäischen Revolutionen 1848/1849 beteiligt, die auf eine Überwindung der Fürstentümer hin zu einer moderneren und demokratischen Polit- und Gesellschaftsordnung abzielten. Erzählungen aus der Familie beeindruckten Wendell trotz der Erfolglosigkeit der Erhebungen in Europa und stärkten sein Interesse am demokratischen Prozess. Seine Eltern verfolgten zwar keine politischen Ambitionen, waren aber Anhänger der Demokratischen Partei. Als Kind besuchte Wendell mehrere Wahlkampfveranstaltungen von demokratischen Kandidaten. Großen Eindruck auf ihn machte der (dreimal erfolglose) Präsidentschaftskandidat William Jennings Bryan. Die Präsidentschaftswahl von 1912 verfolgte er mit großer Aufmerksamkeit. Dabei war er vor allem vom demokratischen Bewerber und späteren Wahlsieger Woodrow Wilson begeistert. Wie der Willkie-Biograf Steve Neal reflektierte, war Wilson der Mann, den Willkie zu jener Zeit „am meisten bewunderte“. Willkie verstand sich als überzeugter Anhänger des Progressivismus, der für eine am Fortschritt orientierte Politik eintrat und in der damaligen Epoche für einen Ausgleich zwischen Wirtschaft und Sozialem stand (beispielsweise Anti-Trust-Gesetzgebung oder bessere Arbeitsbedingungen für Arbeiter im Bergbau). Eine Zeit lang setzte er sich auch mit den Thesen des Sozialismus und Kommunismus auseinander; etwa durch die Lektüre von Karl Marx’ Das Kapital.
Da Willkies Tätigkeit als Geschichtslehrer vergleichsweise niedrig entlohnt wurde, bot ihm sein Bruder Fred eine Stelle als Laborant in Puerto Rico an. Wendell nahm das Angebot im November 1914 an und ließ sich bei seinem Bruder, der vorübergehend auf der Insel lebte, nieder. Auf Puerto Rico fühlte sich Wendell allerdings nicht besonders wohl. Vor allem die Armut der Einheimischen berührte ihn sehr. Gardner Cowles, damaliger Freund Willkies, gab in einem Jahrzehnte später geführten Interview zu Protokoll: „Wendell sagte von da an, dass er entschlossen sei, für einen besseren Ausgleich und ein soziales Bewusstsein zu arbeiten. Wenn er jemals in eine einflussreiche Position käme, wolle er der Sache ein anderes Aussehen geben“. Im Herbst 1915, auch unter Heimweh leidend, entschloss sich Willkie zur Rückkehr in die Heimat. Sein wichtigstes Ziel war nun ein Jurastudium. Nach seiner Heimkehr absolvierte Willkie einen Studiengang in Jura an der Indiana School of Law, den er 1916 mit einem Bachelor of Laws erfolgreich abschloss. Danach arbeitete er eine Zeit lang in der elterlichen Kanzlei mit.
Als junger Mann verfolgte Willkie die politische Weltlage genau, nachdem 1914 in Europa der Erste Weltkrieg ausgebrochen war. Hier war er ganz auf der Linie von Präsident Woodrow Wilson, der noch knappe drei Jahre an der amerikanischen Neutralität festhielt. Nachdem die USA jedoch im April 1917 auf Betreiben Wilsons in den Krieg eintraten, unterstützte Willkie den Kurs der Regierung. Von dort an bezeichnete er sich als Wilsonian, also als Befürworter einer aktiven Außenpolitik, mit der vor allem die Verbreitung von Demokratie und Marktwirtschaft gefördert werden sollte. Wenige Tage nach der amerikanischen Kriegserklärung an die Mittelmächte trat er freiwillig der US Army bei und wurde wenig später zum First Lieutenant ernannt. Von seinen Eltern ursprünglich auf den Namen Lewis Wendell Willkie getauft, vertauschte ein Verwaltungsmitarbeiter der Streitkräfte jedoch seine beiden Vornamen und er wurde unter dem Namen Wendell Lewis Willkie geführt. Willkie selbst störte sich aber wenig daran, da er von Freunden früher schon mit Wendell angesprochen wurde. Er machte daher keinen Versuch, den Fehler zu berichtigen. Dokumente unterzeichnete er künftig mit dem Namen Wendell L. Willkie. Willkie blieb noch für mehr als ein Jahr in den Vereinigten Staaten, wo er in diversen Trainingscamps der Armee stationiert war. Erst im Herbst 1918 wurde er zu den American Expeditionary Forces nach Europa entsandt. Doch als Willkie in Frankreich ankam, war der Krieg für die Alliierten bereits gewonnen und er hatte keine Möglichkeit mehr, noch aktiv an den Kampfhandlungen teilzunehmen. Dennoch blieb er einige Monate in Paris, wo er als Assistent von US-Anklägern diente, die sich mit der Verfolgung von Kriegsverbrechen befassten.

### Beruflicher Werdegang und politische Aktivitäten
Nach seiner Rückkehr in den USA beendete Willkie seinen Dienst bei den Streitkräften und heiratete im Jahr 1919 Edith Wilk; aus der Ehe ging der 1924 geborene Sohn Philip hervor, der ebenfalls eine juristische Laufbahn einschlug und sich politisch engagierte. Seit den 1930er-Jahren hatte Willkie zudem eine außereheliche Beziehung mit der Autorin und Journalistin Irita Van Doren, die ihn auch politisch beriet.
Beruflich nahm er seine Tätigkeit als Anwalt wieder auf und wurde juristischer Berater (corporate lawyer) der Firma Firestone Tire & Rubber Company. Für diese Anstellung siedelte er von Indiana nach Akron in den Nachbarstaat Ohio um. Durch seinen Ehrgeiz erarbeitete er sich in den folgenden Jahren den Respekt seiner Vorgesetzten und galt bald als Mann mit einer größeren Zukunft als Jurist. Im Jahr 1929 verließ Willkie Firestone, Tire & Rubber wieder und wurde juristischer Berater der Southern Company (C&S), ein Unternehmen, das sich auf die Energieversorgung von elf US-Bundesstaaten konzentrierte. Obwohl ihm der Wechsel persönlich nicht ganz einfach fiel, sah er ihn als notwendig an, um seiner Karriere einen neuen Schub zu geben; waren seine Aufstiegsmöglichkeiten in einer Stadt wie Akron doch begrenzt. Für seine neue Stelle zog Willkie mit seiner Familie nach New York City um. Obwohl ihm die Lebensweise der Millionenmetropole anfangs fremd war, sah er schon bald im Großstadtleben zahlreiche Vorteile.
Politisch engagierte sich Willkie seit seiner Rückkehr aus Europa in der Demokratischen Partei, wo er dem liberalen Parteiflügel zuzurechnen war. Schon in Akron, Ohio gehörte der aufstrebende Anwalt zu den prominentesten Demokraten der Stadt. In Wahlkämpfen engagierte er sich für James M. Cox, den damaligen Gouverneur des Staates und demokratischen Präsidentschaftskandidaten von 1920. Ebenfalls im Jahr 1920 gab es im lokalen Parteivorstand Stimmen, die eine Kandidatur Willkies für das US-Repräsentantenhaus ins Spiel brachten. Willkie dachte ernsthaft über diese Möglichkeit nach, entschied sich letztlich nach sorgfältiger Überlegung dagegen, da ihm das Risiko einer Niederlage in diesem eher republikanisch geprägten Wahlkreis zu hoch war. Gemeinsam mit einer Reihe ähnlich gesinnter Parteigenossen kämpfte Willkie gegen den politischen Einfluss des rassistischen Ku-Klux-Klans, dessen Weltbild er kategorisch ablehnte. Auf der Democratic National Convention von 1924, dem Nominierungsparteitag für die anstehende Präsidentschaftswahl in diesem Jahr, fungierte er als ein Delegierter. Auch acht Jahre später, im Vorfeld der Präsidentschaftswahl 1932, war er Delegierter auf dem Nominierungsparteitag der Demokraten. Ursprünglich unterstützte Willkie die Bewerbung des chancenlosen Senator Newton D. Baker, später stimmte er für den New Yorker Gouverneur Franklin D. Roosevelt, der dann auch aufgestellt wurde. Während des Wahlkampfes im Herbst 1932 unterstützte er Roosevelts Wahlkampf aktiv, unter anderem durch Geldspenden. Wie auch eine Mehrheit der Amerikaner war Willkie der Ansicht, Roosevelt sei die Überwindung der Great Depression, unter der das Land seit dem Börsencrash von 1929 litt, eher zuzutrauen als dem republikanischen Amtsinhaber Herbert Hoover. In einer klaren Entscheidung setzte sich Roosevelt schließlich durch.

### Beruflicher und politischer Aufstieg

Wendell Willkie (rechts) und TVA-Direktor David E. Lilienthal während einer politischen Diskussion zur Tennessee Valley Authority im März 1938

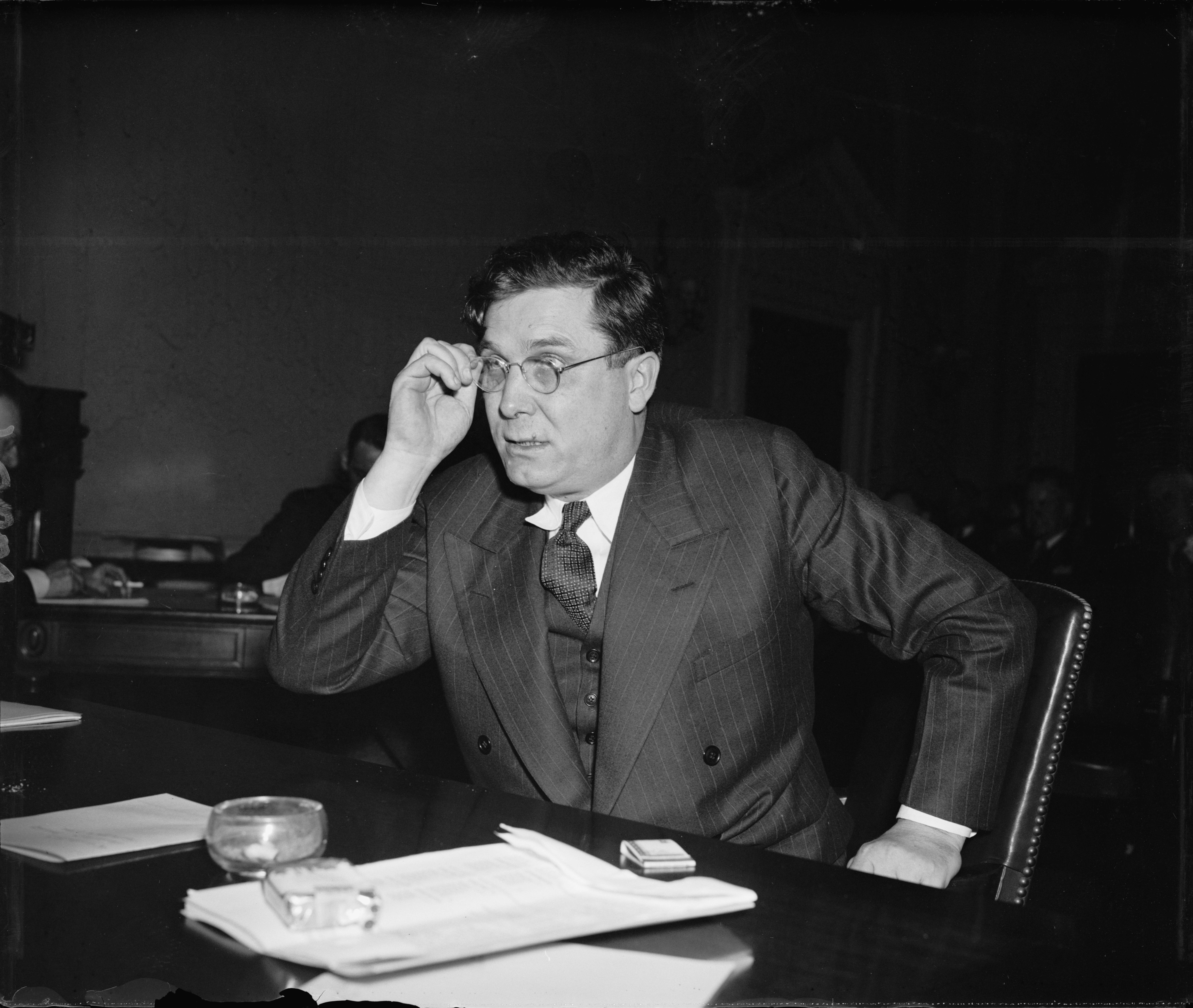
Willkie im Jahr 1939

Im Januar 1933 erhielt Willkie die Beförderung zum Präsidenten von C&S. Mit 41 Jahren war er der jüngste Präsident eines großen Energieunternehmens; daher fand sein Aufstieg Rezeption in der nationalen Presse. Nach seiner Beförderung stand Willkie großen Herausforderungen gegenüber. Auch C&S war durch die Great Depression in wirtschaftliche Schwierigkeiten geraten.
Nachdem Roosevelt 1933 schließlich Präsident wurde, verfolgte er eine als New Deal bekannt gewordene Wirtschafts- und Sozialpolitik. Eine Reihe von Programmen und Initiativen aus dieser Reform, die Regulierung der Finanzmärkte und die Einführung einer Sozialversicherung, fanden Willkies Zustimmung. Unter anderem gründete Roosevelt aber auch die Tennessee Valley Authority (TVA), die das völlig rückständige Tennessee-Tal mit billiger Energie versorgen und vor Überflutungen schützen sollte. Die Authority war direkter Konkurrent der C&S. Willkie wurde zum Gegner der TVA, er sprach sich insbesondere gegen die Teilnahme der Regierung am Wirtschaftsleben aus, obgleich er sich als Befürworter eines staatlichen regulierten Marktes verstand. Er vertrat die Überzeugung, eine aktive Teilnahme des Staates würde dem Wettbewerb derart schaden, dass Innovationen nur noch eingeschränkt möglich wären. Darüber hinaus wären staatliche Unternehmen weniger an Wirtschaftlichkeit gebunden, da es ihnen möglich wäre, theoretisch unbegrenzte Verluste auf Kosten der öffentlichen Haushalte zu erwirtschaften. 1933 erreichte Willkie, dass der US-Senat den Bau von Überlandleitungen durch die TVA untersagte. Roosevelt stimmte den Senat noch einmal um; ein neu verabschiedetes Gesetz stattete die TVA mit umfangreichen Befugnissen aus. Sie erhielt von der Staatskasse praktisch unbegrenzten Kredit zu niedrigen Zinsen und konnte 1939 die C&S aufkaufen. Willkie verließ im selben Jahr die Partei und trat den Republikanern bei.
Inzwischen hatte sich Willkie durch seine Kritik an der TVA zu einer bekannten Person des öffentlichen Lebens entwickelt. Er suchte vermehrt den Kontakt zur Presse; mit vielen Journalisten pflegte der Anwalt eine gute Beziehung, wozu auch seine als umgänglich empfundene Persönlichkeit beitrug. Am 6. Januar 1938 war er bei einer landesweit ausgestrahlten Talksendung im Radio zu Gast, wo er sich mit dem Demokraten Robert H. Jackson ein politisches Rededuell lieferte. Jackson war zu dieser Zeit ein hochrangiger Beamter des US-Justizministeriums in der Roosevelt-Regierung und wurde als potentieller Präsidentschaftskandidat seiner Partei für die Wahl 1940 angesehen. Nach Ende der Sendung waren die meisten Zuhörer und Reporter der Ansicht, Willkie habe das Rededuell für sich entschieden. Liberale Republikaner begannen, in dem als charismatisch wahrgenommenen Anwalt einen potentiellen Präsidentschaftsbewerber für 1940 zu sehen.

### Präsidentschaftswahl 1940

#### Der Weg zur Kandidatur

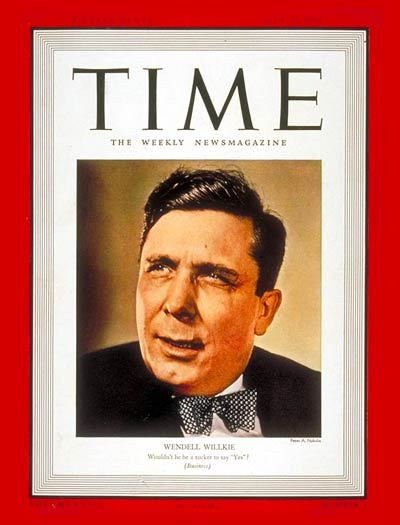
Willkie auf dem Titel des Time Magazine vom 31. Juli 1939

Das politische Klima in den Vereinigten Staaten hatte sich mit Beginn des Wahljahres 1940 dahingehend gewandelt, dass der Fokus der Öffentlichkeit sich mehr der Außenpolitik zuwandte. Dies war im Wesentlichen der aggressiven Politik des Deutschen Reiches und des Japanischen Kaiserreichs geschuldet. In den letzten zwei Jahren hatte es keine größeren Reformankündigungen von Seiten der Roosevelt-Administration mehr gegeben. Die Verabschiedung der New-Deal-Programme war im Wesentlichen abgeschlossen. Obwohl die Reformen die Wirtschaft erheblich stabilisierten und die humanitäre Not linderten, hatte bislang kein bedeutender Aufschwung eingesetzt, der das Land endgültig aus der Great Depression holte.
Aufgrund der außenpolitischen Entwicklungen wurde eine Kandidatur von Präsident Roosevelt für eine dritte Amtszeit immer wahrscheinlicher. Obwohl es zwar innerparteilich, speziell aus den konservativen Südstaaten, Widerstand gegen solche Pläne gab, war der Amtsinhaber noch immer bei Parteibasis und Bevölkerung sehr beliebt. Die Republikanische Partei war unterdessen tief gespalten. Innenpolitisch standen sich ein konservativer und ein liberal-moderater Parteiflügel gegenüber. Die Konservativen forderten eine Rückkehr zur Laissez-faire-Politik wie in den 1920er-Jahren unter den Präsidenten Harding, Coolidge und Hoover sowie eine Revidierung des New Deal. Der liberale Flügel, dem neben Willkie auch der Kandidat von 1936 Alf Landon angehörte, sprach sich für eine Beibehaltung vieler New-Deal-Programme aus, wollte ihn jedoch effizienter gestalten. In außenpolitischen Fragen waren die Republikaner ebenfalls in zwei Lager gespalten. Mehrheitlich gehörten die führenden Köpfe der Partei den Isolationisten an, die das außenpolitische Engagement der USA auf ein absolutes Minimum beschränken wollten. Sie erteilten Forderungen der Briten unter Premierminister Winston Churchill eine Absage, das Vereinigte Königreich in seinem Krieg gegen das NS-Regime militärisch, etwa in Form von Ausrüstungs- und Waffenlieferungen, zu unterstützen. Eine Reihe von Republikanern forderten sogar die Aufnahme von Verhandlungen mit dem Dritten Reich. Präsident Roosevelt lehnte dies zwar kategorisch ab, doch auch er zögerte vor den Wahlen mit weitgehenden Hilfen für die Briten in dem Bewusstsein, dass es in der amerikanischen Bevölkerung noch immer mehrheitlich eine isolationistische Grundstimmung gab. Aufgrund dieser Stimmungslage wurden Willkie, der sich wie der Präsident als Internationalist begriff, also ein aktiveres Engagement der USA in der Welt befürwortete, nur wenige Chancen auf die republikanische Spitzenkandidatur eingeräumt. Außerdem stießen seine liberalen Ansichten zu wirtschafts- und sozialpolitischen Fragen beim konservativen Parteiflügel auf erbitterten Widerstand. Auch störten sich viele konservative Republikaner an Willkies Vergangenheit als Demokrat. Als Favoriten für die republikanische Nominierung wurden der erzkonservative Senator Robert A. Taft, der Senator Arthur H. Vandenberg und der innenpolitisch moderate New Yorker Distriktstaatsanwalt Thomas E. Dewey angesehen, die alle eine isolationistische Außenpolitik verschieden starker Ausprägung forderten.
Die öffentliche Meinung begann allmählich zu kippen, nachdem Adolf Hitler im Frühjahr 1940 damit begann, in eine Reihe europäischer Nachbarstaaten einzumarschieren (Polen war bereits 1939 überfallen worden). Besonders die rasche militärische Niederlage Frankreichs und damit einhergehende Einnahme von Paris durch die Wehrmacht im Juni 1940 lösten einen Schock in der US-Öffentlichkeit aus. Infolge dieser Ereignisse begann Willkies Zustimmung an der Parteibasis rasch zu wachsen. Liberale Republikaner trauten außerdem dem als charismatisch wahrgenommenen Willkie, der auch als guter Redner bekannt war, am ehesten einen Wahlsieg zu.

#### Der Republikanische Nominierungsparteitag

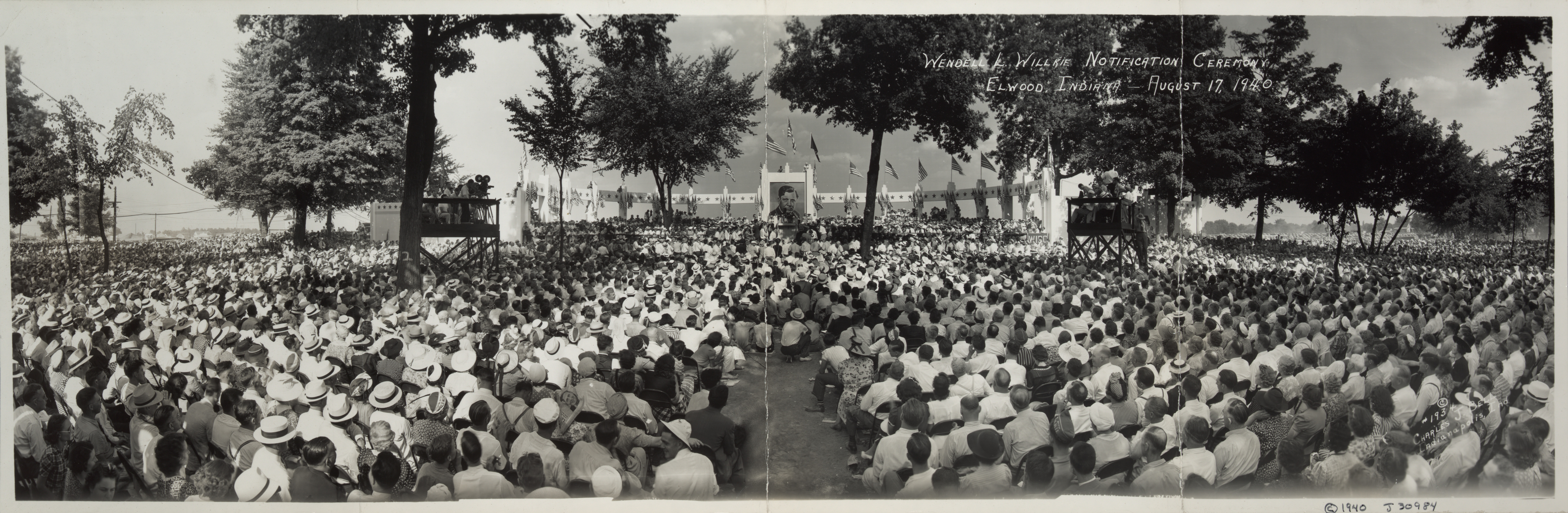
Willkie spricht nach seiner Nominierung zu Anhängern in seiner Heimatstadt Elwood, Indiana (August 1940)

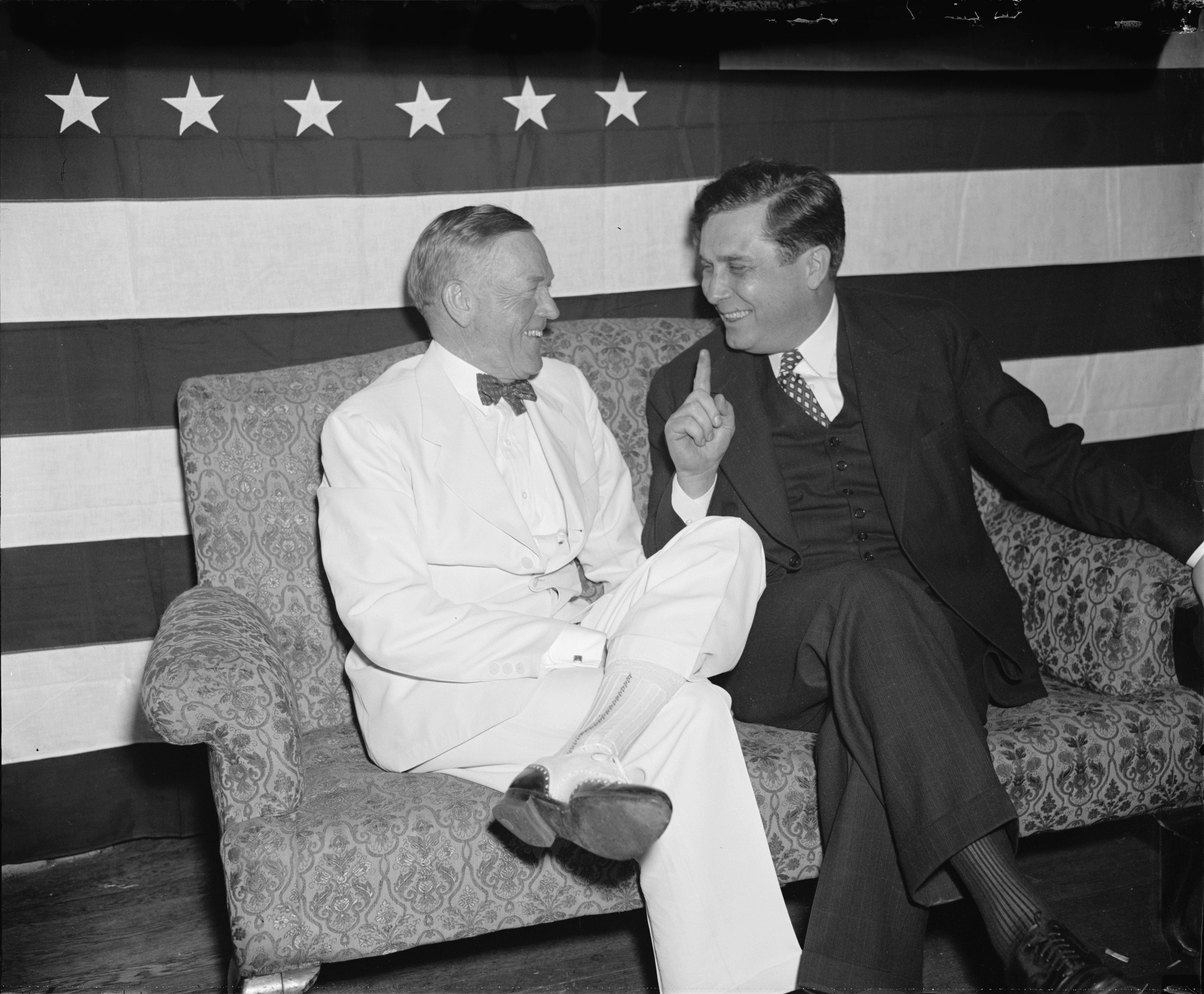
Wendell Willkie (rechts) im Gespräch mit seinem Vizepräsidentschaftskandidaten, Senator Charles L. McNary

Als der republikanische Nominierungsparteitag im Juni 1940 begann, ging man von Taft, Vandenberg oder Dewey als Gewinner der Abstimmung aus. Dewey hatte eine Reihe von Vorwahlen gewonnen, doch 1940 wurde die überwältigende Mehrheit der Delegierten nicht durch Vorwahlen, sondern die lokalen Parteivorstände bestimmt. Ohnehin hielten nur eine kleine Anzahl von Staaten solche Vorwahlen ab; daher bestand auch für Willkie die Möglichkeit, nominiert zu werden, obgleich er bei den Primaries nur rund drei Prozent der Stimmen erzielte. Nachdem durch den Sieg der Nationalsozialisten über Frankreich auch viele politische Beobachter eine Gefahr für die USA sahen, fiel Deweys Zustimmung rasch, da er mit 38 Jahren als zu unerfahren angesehen wurde, das Land in solchen Krisenzeiten zu führen. Unterdessen wuchs die öffentliche Zustimmung zu Willkie immer weiter, den Parteitag erreichten tausende Telegramme von Bürgern, die sich für Willkie aussprachen. Auf der Versammlung verschafften sich seine Unterstützer mit Sprechchören Gehör, als sie wiederholt „We want Willkie!“ („Wir wollen Willkie!“) skandierten. Im ersten Wahlgang lag Dewey vorne, doch der junge Staatsanwalt verpasste die notwendige absolute Mehrheit klar. Willkie schnitt als Dritter hinter Dewey und Taft überraschend gut ab. Im dritten Wahlgang überrundete er Taft schließlich bei der Zahl der Delegierten, im vierten Durchlauf ließ er auch Dewey hinter sich, doch noch reichte es nicht zur absoluten Mehrheit. Deweys Anhänger, die ebenfalls dem liberalen Flügel angehörten, liefen nun zu Willkie über, dem es im sechsten Wahlgang schließlich gelang, Taft zu besiegen. Er wurde damit Kandidat einer großen Partei zur Präsidentschaftswahl, ohne je ein politisches Amt bekleidet zu haben. Bis zur Nominierung Donald Trumps im Jahr 2016 war er der einzige Bewerber einer großen Partei, der zuvor weder ein politisches Mandat noch einen hohen militärischen Rang innehatte. Nach seiner Nominierung suchte Willkie seinen Kandidaten für die Vizepräsidentschaft nicht selbst aus, sondern überließ die Auswahl den Delegierten. Der Parteitag entschied sich für Charles L. McNary, ein Senator aus Oregon. McNary vertrat innenpolitisch moderate Positionen und schien sowohl durch seine politische Erfahrung als auch geografisch eine sinnvolle Ergänzung zu Willkie.
Obwohl sich Willkies geschlagene Kontrahenten offiziell loyal zeigten, gab es innerparteilich auch Kritik. Vor allem der nach wie vor einflussreiche Flügel der Isolationisten stand dem Kandidaten skeptisch gegenüber. Der frühere republikanische Präsident Herbert Hoover (1929–1933), der sich 1940 ebenfalls Chancen ausrechnete, als Überraschungskandidat nominiert zu werden, war von Willkie wenig überzeugt. Auch ein persönliches Treffen der beiden im Sommer des Jahres änderte daran nichts. Hoover betrachtete Willkie als zu liberal, dessen Überzeugungen sowohl innen- wie außenpolitisch eher denen Roosevelts glichen als seinen eigenen. Willkie unterdessen sah Hoover als Repräsentant einer veralteten Politik. Unter liberalen Republikanern fand Willkie hingegen große Zustimmung; so engagierte sich der Präsidentschaftskandidat von 1936 Alf Landon für ihn.

#### Willkies Wahlkampf

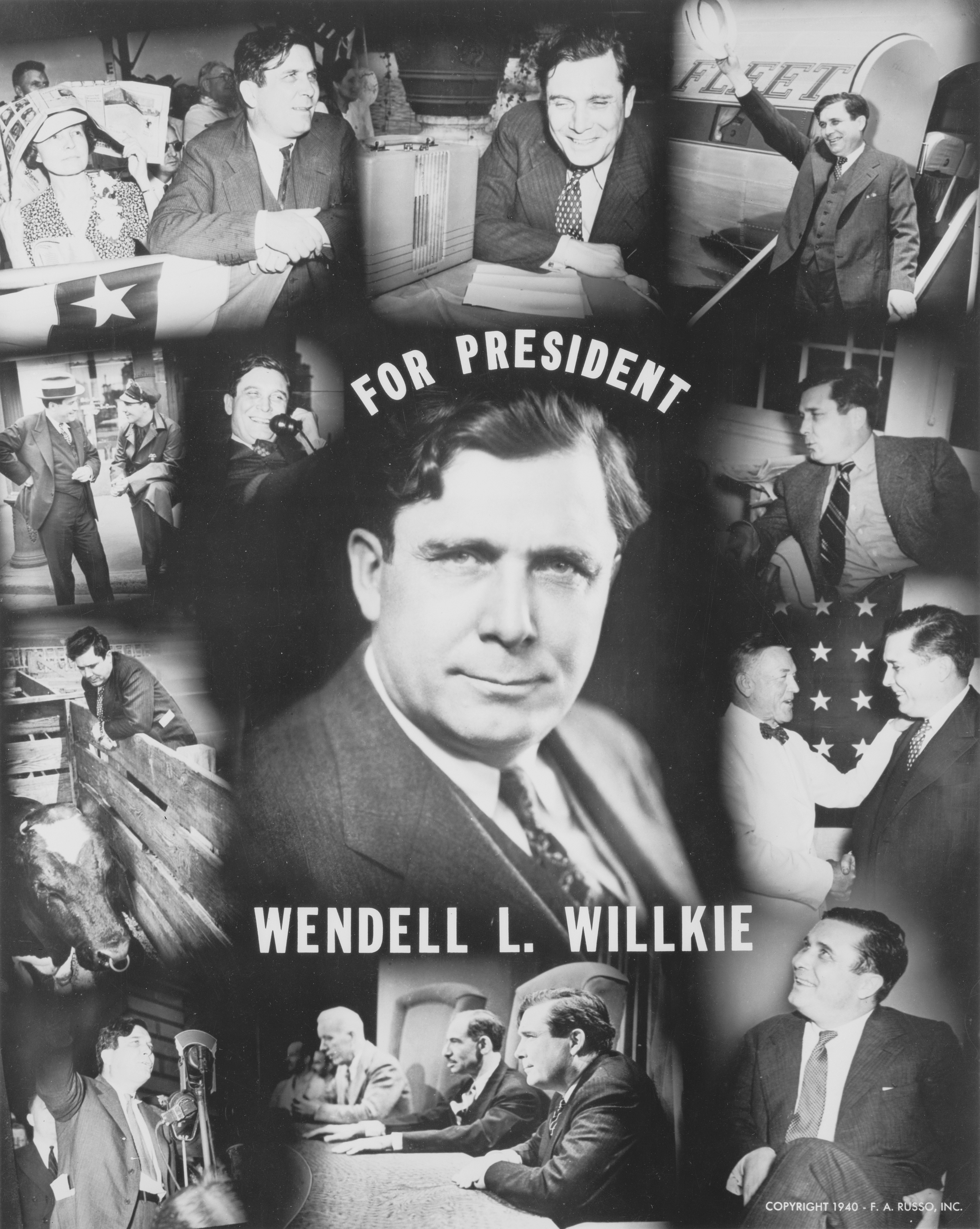
Poster aus dem Wahlkampf 1940

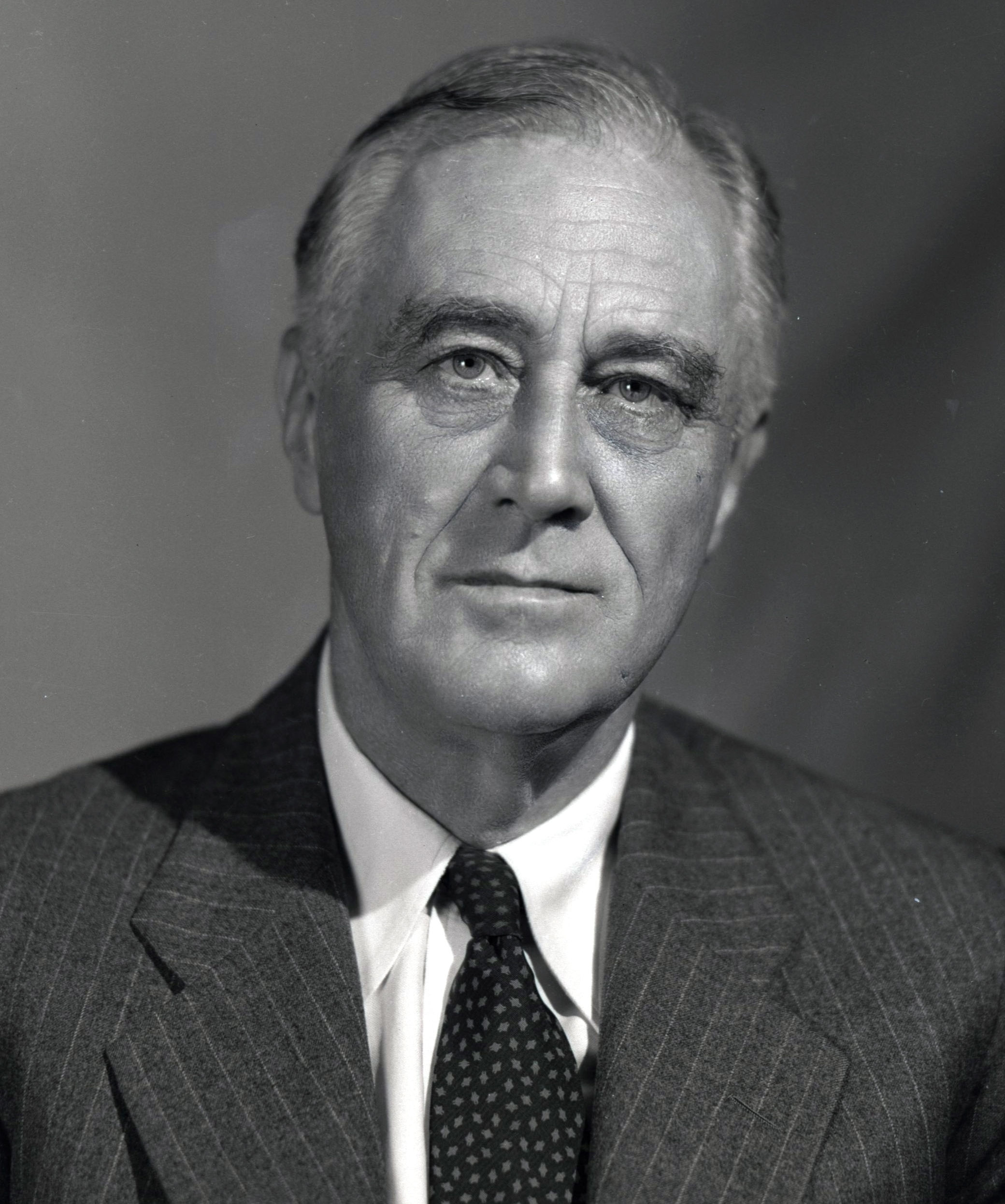
Präsident Franklin D. Roosevelt, Willkies Kontrahent von den Demokraten

Während Willkie überraschend als Gewinner der republikanischen Kandidatenkür hervorging, nominierten die Demokraten mit großer Mehrheit Amtsinhaber Franklin D. Roosevelt für eine dritte Amtszeit. Der Präsident hatte sich aufgrund der gespannten außenpolitischen Lage dazu entschlossen, mit der Tradition zu brechen und ein drittes Mal für das Weiße Haus zu kandidieren. Gegen Roosevelts Vorhaben gab es innenparteilich zwar vereinzelt Kritik, speziell vom konservativen Parteiflügel aus den Südstaaten (so überwarf sich Vizepräsident John Nance Garner mit Roosevelt), doch war der Präsident bei Parteibasis und Bevölkerung weiterhin äußerst populär. Viele führende Demokraten, wie etwa Innenminister Harold Ickes, waren der Überzeugung, dass ausschließlich der charismatische Roosevelt den charismatischen Willkie bei der Wahl bezwingen könne.
Willkie konzentrierte seine Wahlkampagne auf drei größere Themenblöcke: Die vermeintliche Ineffizienz des New Deals, eine aus seiner Sicht mangelnde Vorbereitung auf einen drohenden Krieg und Roosevelts Versuch, für eine dritte Amtsperiode gewählt zu werden. Wie auch die Mehrheit der US-Bevölkerung stand Willkie dem New Deal als Ganzes nicht feindlich gegenüber. Zahlreiche Reformen wie beispielsweise die Einführung einer Sozialversicherung, die Schaffung des Trennbankensystems und weitere Regulierungen der Finanzmärkte ebenso wie ein gesetzlicher Mindestlohn befürwortete Willkie. Für ihn stand außer Zweifel, dass die nahezu vollständig deregulierte Wirtschaft der 1920er-Jahre hauptverantwortlich für den Zusammenbruch der Börse und die damit einhergehende Weltwirtschaftskrise war. Auch verstand Willkie, dass die aus der Großen Depression resultierende humanitäre Not, dort wo sie wie in weiten Teilen Europas nicht bekämpft wurde, ein idealer Nährboden für totalitäre und faschistische Regime wie im Deutschen Reich oder Japan bildete. Daher kündigte er an, im Falle eines Wahlsieges einen Großteil des New Deals beizubehalten, viele der Programme aber effizienter und weniger bürokratisch zu gestalten. Die vermeintliche Bürokratie des New Deals war für Willkie mitverantwortlich für das Ausbleiben eines größeren und nachhaltigeren Wirtschaftsaufschwungs, obgleich sich die Lage ökonomisch und humanitär seit Roosevelts Amtsübernahme merklich verbesserte (tatsächlich setzte ein größerer Aufschwung erst mit dem Zweiten Weltkrieg ein). Willkie erklärte außerdem, er werde als Präsident enger mit der Wirtschaft zusammenarbeiten, um die wirtschaftliche Depression endgültig zu überwinden.
Außenpolitisch gab es relativ wenig Differenzen zwischen den beiden Kandidaten. Beide lehnten jegliche Gespräche mit der NS-Führung ab und erklärten sich gegenüber Briten und Franzosen solidarisch. Willkie warf dem Präsidenten jedoch vor, das Land nicht ausreichend gegen einen drohenden Krieg vorzubereiten. Obwohl Roosevelt tatsächlich schon seit 1938 mit einer langsamen Aufrüstung begann, sah er sich nicht zuletzt durch Willkies Kritik dazu gezwungen, im Oktober 1940, einen Monat vor der Wahl, die Wiedereinführung der Wehrpflicht anzuordnen. Willkie zeigte sich zunächst positiv gegenüber dieser Entscheidung, ruderte dann aber wieder ein Stück zurück, nachdem die Öffentlichkeit mehrheitlich negativ auf diesen Schritt des Weißen Hauses reagierte. Eine direkte Kriegsbeteiligung lehnten beide Kandidaten, wie auch die Mehrheit der Bevölkerung, noch ab.
Scharfe Kritik äußerte Willkie an Roosevelts Bestrebungen nach einer dritten Amtszeit. Durch seine liberalen Positionen hoffte er, auch Demokraten und andere liberale Strömungen für sich gewinnen zu können, die eine dritte Amtsperiode für den Präsidenten ablehnten. Obwohl der 22. Verfassungszusatz, der die Wählbarkeit eines jeden Präsidenten auf zwei Wahlperioden beschränkt, erst 1951 in Kraft trat, hatte bislang kein Präsident mehr als zwei Amtszeiten regiert. Diese Tradition ging auf den ersten Präsidenten George Washington zurück, der allen Nachfolgern empfahl, nicht länger als zwei Wahlperioden im Amt zu bleiben. In Opposition zu Roosevelt bildeten sich infolge eine Reihe von Kampagnen, die Willkies Kandidatur unterstützen. Sogar einige Demokraten schlossen sich dem unter dem Slogan „No third term! Democrats for Willkie“ („Keine dritte Amtszeit! Demokraten für Willkie“) an.
Obgleich Willkie gegen einen nach wie vor populären Amtsinhaber antrat, konnte er bei seinen Auftritten die Massen für sich begeistern. Willkie war nicht nur als Charismatiker, sondern auch als ein begabter Redner bekannt. Seine Wahlkampfveranstaltungen waren stets voll besucht. Der Willkie-Biograf Steve Neal schrieb, Willkie vermochte es, bei seinen Auftritten derartige Begeisterungsströme auszulösen, wie es kein republikanischer Kandidat seit Theodore Roosevelt mehr getan habe. Wie auch sein Kontrahent erkannte Willkie die Bedeutung des Rundfunks, wo er sich in Werbespots direkt an die Bevölkerung wandte. Der Vorsitzende des republikanischen Nationalkomitees Joseph William Martin schrieb später, Willkie habe derart viel Sendezeit im Radio kaufen wollen, dass die Partei sämtliche Wahlkampfgelder ausgab (auch jene, die schon für die Kongresswahlen 1942 vorgesehen waren). Im September 1940 erhielt er überraschend eine offizielle Unterstützungserklärung der renommierten Tageszeitung The New York Times, die als liberales Medium bekannt ist. Dies war insofern bemerkenswert, als sie ansonsten mehrheitlich demokratische Kandidaten unterstützte. Willkie war der einzige der vier republikanischen Gegner Roosevelts, für den diese Zeitung eine Wahlempfehlung herausgab. Sowohl 1932 und 1936 als auch wieder 1944 unterstützte die Times Franklin D. Roosevelt.
Für amerikanische Verhältnisse war der Wahlkampf dennoch von beiden Seiten bemerkenswert fair geführt worden. Beide Kandidaten zeigten sich respektvoll gegenüber ihrem Kontrahenten und ließen persönliche Angriffe auf den jeweils anderen aus.

#### Der Wahltag

Ergebnisse der Wahl nach einzelnen Staaten (die Nummern stehen für die Anzahl an Wahlmännern, die der jeweilige Bundesstaat zu vergeben hat)
Mehrheit für Roosevelt
Mehrheit für Willkie

Roosevelt konnte alle Umfragen während des Wahlkampfes im Herbst 1940 mit unterschiedlichen Abständen anführen. Am Wahltag, dem 5. November 1940, siegte Präsident Roosevelt letztlich mit 54,7 gegen 44,8 % der Stimmen und wurde als einziger US-Präsident für eine dritte Amtszeit gewählt. Von den damals 48 Bundesstaaten gewann das republikanische Duo aus Willkie und McNary in zehn die Mehrheit, vornehmlich im Mittleren Westen sowie Maine und Vermont, Roosevelt sicherte sich in 38 Staaten eine Mehrheit. Damit setzte sich der Amtsinhaber im Wahlmännergremium mit einem Stimmenverhältnis von 449 zu 82 klar durch. Insgesamt erhielt Willkie 22,3 Millionen Stimmen, für seinen Kontrahenten votierten 27,3 Millionen Wähler. Trotz seiner Niederlage konnte Willkie sechs Millionen Stimmen mehr als sein Parteikollege Alf Landon im Jahr 1936 erringen, Roosevelts Voten blieben in Summe fast gleich. Dennoch erhielt Willkie in absoluten Zahlen mehr Stimmen als jeder republikanische Kandidat vor ihm. Erst Dwight D. Eisenhower konnte dies bei der Wahl von 1952 überrunden.
Willkie nahm seine Niederlage mit Demut auf und sicherte zu, den Präsidenten vor allem in außenpolitischen Angelegenheiten zu unterstützen. Nach der Wahl zollte Roosevelt seinem Widersacher dennoch Respekt. Wenige Tage nach seinem Sieg äußerte der Präsident privat gegenüber seinem Sohn James: „I'm happy I've won, but I'm sorry Wendell lost“ („Ich freue mich, gewonnen zu haben, aber bedaure, dass Wendell verloren hat“).

### Spätere Jahre

#### Weiteres politisches und berufliches Wirken

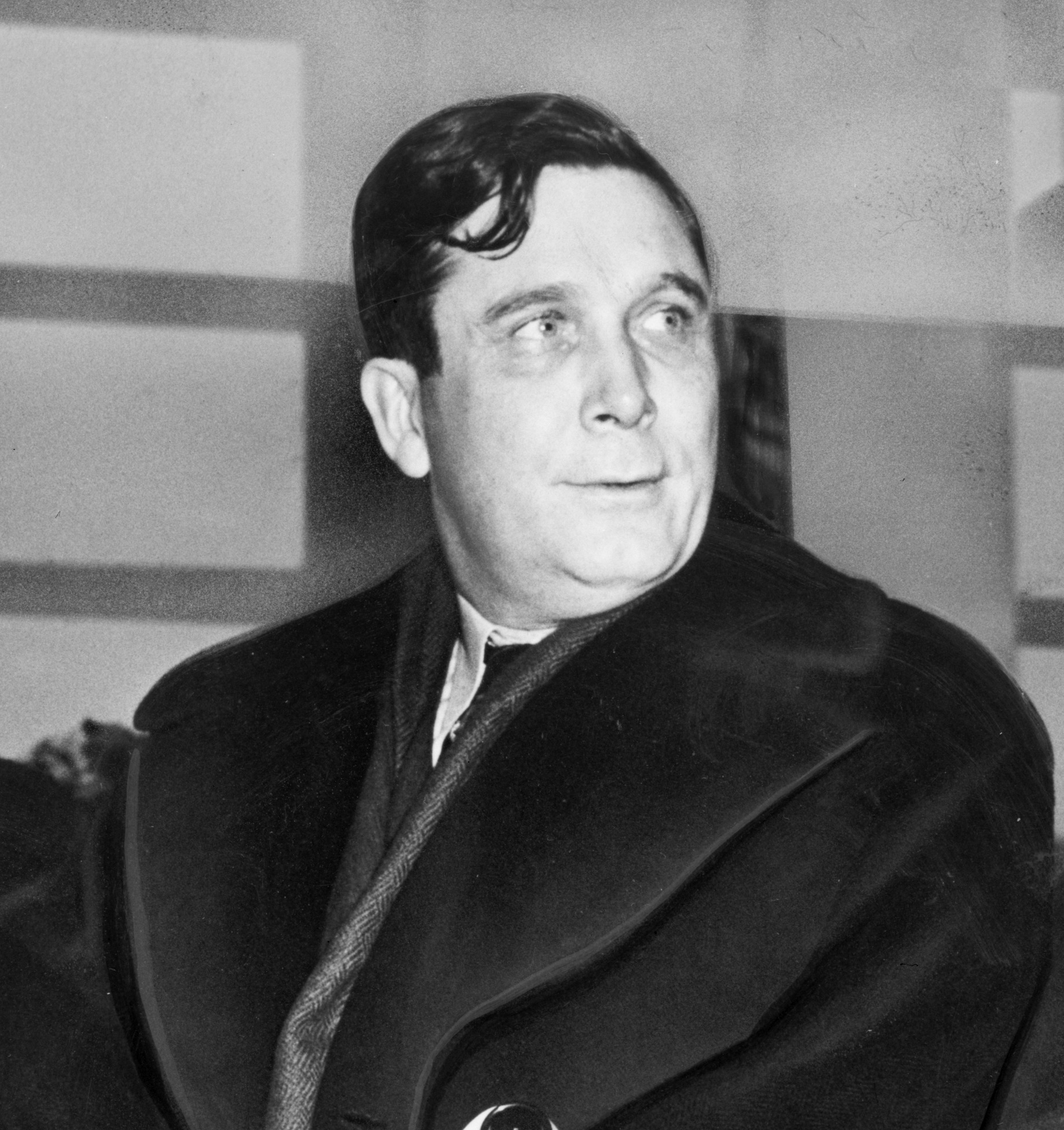
Wendell Willkie im April 1941

Nach seiner Niederlage blieb Willkie eine bekannte öffentliche Person in den Vereinigten Staaten. Seine Unterstützung in Teilen der Bevölkerung war noch immer groß und er wurde mit 48 Jahren politisch keineswegs abgeschrieben. In den Monaten nach der Wahl erhielt er mehr als 100.000 Briefe von Bürgern, die ihm ihren Zuspruch bekundeten. Bei seinem Parteikollegen, dem Kandidaten von 1936 Alf Landon, waren es lediglich 6000. Willkie bedauerte es, aufgrund der hohen Zahl an Unterstützern nicht allen Botschaften persönlich antworten zu können.
In der Folgezeit zeigte er sich dem Präsidenten wieder loyal und unterstützte ihn in einer Reihe von Fragestellungen; die Verabschiedung des Leih- und Pachtgesetzes im Frühjahr 1941 befürwortete der ehemalige Präsidentschaftskandidat eindringlich. Roosevelt sah in seinem einstigen Gegner nun einen wichtigen Verbündeten zur Durchsetzung seiner außenpolitischen Ziele. Bereits kurz nach der Wahl empfahl Roosevelts Berater Felix Frankfurter dem Präsidenten, Willkie zu einem politischen Besuch nach Großbritannien zu schicken, um so dem Verbündeten überparteiliche Unterstützung zu signalisieren. Im Frühjahr 1941 unternahm Willkie im Auftrag des Präsidenten eine diplomatische Reise nach Großbritannien, wo er sich mit Premierminister Winston Churchill zu Gesprächen traf. Obwohl beide in ihrer Opposition zum Dritten Reich vereint waren, sah Willkie den britischen Regierungschef als zu konservativ für die Mitwirkung einer Nachkriegsordnung an und kritisierte den britischen Kolonialismus. Hier lag Willkie ganz auf der Linie Roosevelts, der den britischen Kolonialismus ebenso ablehnte und das Selbstbestimmungsrecht der Völker propagierte. Dennoch blieben Briten und Amerikaner eng verbündet in ihrer Bestrebung, das NS-Regime zu bezwingen. Churchill schrieb über das Gespräch mit seinem amerikanischen Besucher, es sei ein „langes Gespräch mit diesem sehr fähigen und energischen Mann“ gewesen (“a long talk with this most able and forceful man”). Unter anderem besuchte der frühere Präsidentschaftskandidat während seiner Reise die von deutschen Bomben getroffenen Städte Manchester, Liverpool und Birmingham. Bilder von Willkie während eines Gangs durch von deutschen Bomben zerstörte Straßenzüge in London gingen durch britische und amerikanische Medien. Im Frühjahr 1941 führte Willkie zudem im Auftrag Roosevelts politische Gespräche mit dem irischen Premierminister Éamon de Valera, den er von einer Aufgabe der Neutralität im Zweiten Weltkrieg überzeugte. Nach seiner Rückkehr in die USA stellte sich Willkie einer Anhörung im Senat der Vereinigten Staaten, wo er unter dem Eindruck des Londoner Besuchs für die Verabschiedung des Leih- und Pachtgesetzes warb. Präsident Roosevelt versuchte mit dem Verweis auf Willkies Aussagen Politiker und Bevölkerung vom Leih- und Pachtgesetz zu überzeugen, indem er das Anliegen als ein überparteiliches darstellte. Dennoch gab es vor allem innerhalb des konservativen Flügels der Partei weiterhin Vorbehalte. Charles Lindbergh sprach sich ebenfalls bei einer Anhörung im Senat gegen das Vorhaben aus. Dennoch wurde das Gesetz im März des Jahres 1941 verabschiedet. Eine im Frühjahr 1941 erschienene Umfrage zeigte, dass 60 % der US-Bürger der Meinung waren, Willkie wäre ein guter Präsident gewesen.
Im April 1941 nahm Willkie zudem wieder seine berufliche Karriere auf und wurde Partner einer New Yorker Anwaltskanzlei, die sich nach seinem Beitritt in Willkie, Owen, Otis, Farr, and Gallagher umbenannte. Zwei Monate später vertrat er eine Reihe von Filmproduzenten vor dem Kongress, denen vorgeworfen wurde, propagandistisches Material zugunsten eines möglichen Kriegseintrittes der USA anzufertigen. Willkie verteidigte das Recht der Filmemacher auf Darstellung ihrer Sichtweisen und bemerkte: „Die Rechte des Einzelnen sind bedeutungslos geworden, wenn Meinungs- und Pressefreiheit zerstört werden“ („The rights of the individuals mean nothing if freedom of speech and freedom of the press are destroyed“). Der Kongress sah daraufhin von weiteren Schritten gegen die Produzenten ab. Willkie wurde daraufhin auch zu einer gern gesehenen Figur in Hollywood. Sein als charismatisch empfundenes Auftreten fand einen gewissen Anklang, sodass er zur Oscarverleihung 1942 als moderierender Gastgeber eingeladen war.
Nach dem japanischen Angriff auf Pearl Harbor und dem daraus resultierenden Kriegseintritt der USA bekundete Willkie seinem vormaligen Rivalen, Präsident Roosevelt, seine volle Unterstützung im weltweiten Krieg gegen den Faschismus. Willkie zeigte sich aufgeschlossen, eine Rolle als Koordinator der Kriegsproduktion zu übernehmen. Diesen Posten bot Roosevelt aber dem Geschäftsmann Donald M. Nelson an. Arbeitsministerin Frances Perkins schlug vor, den ehemaligen Präsidentschaftsbewerber als Chefvermittler zwischen der zivilen und der Rüstungsindustrie zu ernennen. Dieses Angebot lehnte Willkie aber ab, nachdem Mitarbeiter des Weißen Hauses diese Idee frühzeitig an die Presse weitergegeben hatten. Ebenfalls Anfang des Jahres erwog Willkie eine Kandidatur für das Amt als Gouverneur von New York bei der im Herbst anstehenden Wahl. Eine Reihe von republikanischen Politikern in New York befürworteten eine solche Kandidatur und auch Roosevelt selbst, der diesen Posten vor seiner Wahl zum Präsidenten innegehabt hatte, spielte mit dem Gedanken, seinen früheren Rivalen dabei zu unterstützen. Letztendlich gab Willkie das Vorhaben auf, da er zu der Einschätzung gelangt war, er könne nicht die republikanische Vorwahl gegen Thomas E. Dewey gewinnen. Der aufstrebende Staatsanwalt, der schon 1938 überraschenderweise nur knapp die Wahl verlor, war sowohl an der Parteibasis als auch den Funktionären erheblich besser vernetzt als der politische Quereinsteiger Willkie, der sich zudem durch seine enge Kooperation mit Roosevelt in Teilen seiner Partei unbeliebt gemacht hatte. Vor allem fürchtete Willkie, eine Niederlage bei der Kür zum republikanischen Kandidaten könnten seine künftigen Ambitionen auf das Präsidentenamt gefährden.

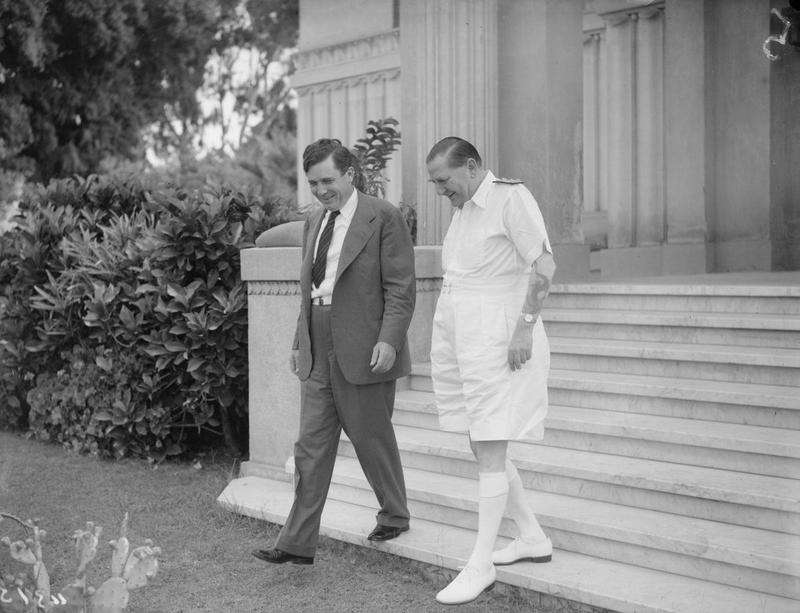
Willkie (links) bei seinen Gesprächen im Nahen Osten mit dem britischen Admiral Henry Harwood im September 1942

Im Sommer 1942 unternahm Willkie wiederum im Auftrag Roosevelts eine politische Weltreise, die ihn nach Nordafrika, den Nahen Osten, die UdSSR sowie nach China führte. Als persönlicher Repräsentant des Präsidenten gab Willkie seiner Mission das Ziel, „amerikanische Einheit zu demonstrieren, Informationen zu sammeln und mit wichtigen Staatsoberhäuptern die Pläne für die Nachkriegszeit zu erörtern“ („demonstrating American unity, gathering information, and discussing with key heads of state plans for the postwar future“). In Marokko führte er Gespräche mit dem britischen Befehlshaber Bernard Montgomery. In Jerusalem traf sich der frühere Präsidentschaftskandidat mit Vertreten der jüdischen und arabischen Gemeinde und regte an, beide Bevölkerungsteile müssten in der Regierung vertreten sein, um Konflikten vorzubeugen. Die dortigen Spannungen bezeichnete Willkie später als äußerst kompliziert und äußerte seine Einschätzung, die Konflikte seien nach seinem Ermessen nicht allein durch „guten Willen und Anstand“ zu lösen. Nach einem Treffen mit dem sowjetischen Diktator Josef Stalin warb Willkie für eine weitgehendere Unterstützung der Sowjetunion unter dem Leih- und Pachtgesetz zur Verteidigung gegen das Deutsche Reich. Dies geschah besonders unter dem Eindruck des deutschen Einmarsches in der UdSSR im Jahr zuvor (Unternehmen Barbarossa). Bei seinen Gesprächen in China sicherte er Chiang Kai-shek amerikanische Hilfe gegen das Kaiserreich Japan zu und sprach sich öffentlich nochmal deutlich gegen den Kolonialismus aus, was besonders in den britischen Medien zum Thema wurde und bei Churchill auf Kritik stieß. Nach seiner Rückkehr in die USA verfasste Willkie sein bekanntestes Buch mit dem Titel One World, das im April 1943 erschien. Darin sprach er sich als Konsequenz von zwei Weltkriegen für die Bildung einer internationalen Organisation in Form der (1945 gegründeten) UNO aus, die vor allem als Forum für weltweite Konfliktlösung zwischen Staaten genutzt werden sollte. Damit wurde er endgültig zu einem der führenden Internationalisten der USA.

#### Gesellschaftliches Engagement
Im Jahr 1941 war Willkie gemeinsam mit Roosevelts Frau Eleanor einer der Mitbegründer des Freedom House, eine internationale Nichtregierungsorganisation (NGO) mit Hauptsitz in Washington, D.C., deren Ziel es ist, liberale Demokratien weltweit zu fördern. Bekannt ist sie heute vor allem durch ihre jährlich veröffentlichten Berichte Freedom in the World und Freedom of the Press.
Insbesondere in den Jahren nach der Präsidentschaftskandidatur äußerte er sich auch immer wieder zu gesellschaftspolitischen Themen; so bezog Willkie eine klare Stellung gegen Rassendiskriminierung. Auch forderte die volle Integration von Schwarzen in den US-Streitkräften. Eine Trennung der Bataillone zwischen den Hautfarben lehnte er ab. Beim Thema der Gleichberechtigung warf er beiden Parteien mangelndes Engagement vor. Willkie vertrat die Auffassung, es sei absurd, im Zweiten Weltkrieg die Ideologie von Antisemitismus und Rassismus zu bekämpfen und gleichzeitig im eigenen Land die Rechte von Afroamerikanern im sozialen und ökonomischen Bereich einzuschränken. Während der Jahre 1942 und 1943 machte er sich zudem in Hollywood für bessere Arbeitsbedingungen und faire Behandlung von Afroamerikanern in der Filmbranche stark. Während des Wahlkampfes 1944 forderte er offen, Kabinettsposten sowie hohe Richterstellen mit Schwarzen zu besetzen. Seine Haltung zu den Bürgerrechten brachte Willkie schon 1940 die Fürsprache prominenter Schwarzer wie jene des Boxers Joe Louis und diverser afroamerikanischer Zeitungen ein. Obwohl sich Willkie mit öffentlicher Kritik an der von Roosevelt angeordneten Internierung japanischstämmiger Amerikaner im Zweiten Weltkrieg zurückhielt, erklärte er in einer Rede, es gebe keine Rechtfertigung, Bürger ihrer Rechte zu beschneiden.
Kurz nach Willkies Tod reflektierte Eleanor Roosevelt in ihrer Kolumne My Day sein Engagement für die Gleichberechtigung von Afroamerikanern:

“Mr. Willkie placed great emphasis on the need we have in this country to be just to all of our citizens, because without equality there can be no democracy. His outspoken opinions on race relations were among his great contributions to the thinking of the world. I thought of that last night when I attended a ‚register and vote‘ rally in Harlem. In that great crowd of people, when his name was mentioned, it was quite evident that he was held in great respect and affection.”

„Mr. Willkie hob besonders die Notwendigkeit hervor, dass wir in diesem Land zu all unseren Bürgern gerecht sein müssen, denn ohne Gleichberechtigung kann es keine Demokratie geben. Seine ausgesprochenen Meinungen zu Beziehungen der Rassen gehörten zu seinen großen Beiträgen seines Weltverständnisses. Daran dachte ich bei der Kundgebung „registrieren und wählen“ gestern Abend in Harlem. Als sein Name in dieser großartigen Menschenmenge erwähnt wurde, war offensichtlich, dass man ihn mit großem Respekt und Zuneigung in Erinnerung behalten wird“

Auch vor Gericht trat Willkie als Befürworter von Bürgerrechten auf: Im November 1942 verteidigte er William Schneiderman vor dem Obersten Gerichtshof der Vereinigten Staaten. Schneiderman, zu jener Zeit Vorsitzender der Kommunistischen Partei in Kalifornien, war die Staatsbürgerschaft der Vereinigten Staaten durch die Regierung mit der Begründung aberkannt worden, er hätte bei seiner Einbürgerung die Mitgliedschaft in der Kommunistischen Partei verschwiegen. Jener Fall war für Willkie politisch äußerst heikel, doch dieser rechtfertigte sein Engagement in einem Brief an einen Freund: „Ich bin sicher, richtig damit zu liegen, Schneiderman zu vertreten. Wenn es an der Zeit ist, Bürgerrechte zu verteidigen, dann jetzt“ („I am sure I am right in representing Schneiderman. Of all the times when civil liberties should be defended, it is now.“). Am Ende gab der Oberste Gerichtshof der Klage statt und Schneidermans Staatsbürgerschaft musste wiederhergestellt werden.

#### Präsidentschaftswahl 1944
Über das Jahr 1943 begann Willkie mit der Vorbereitung für eine weitere Präsidentschaftskandidatur für die Wahl im Herbst 1944. Dabei reiste er durch das Land, hielt Reden vor republikanischen Gruppen und sammelte Spenden. Obwohl es innerhalb seiner Partei, speziell wegen Differenzen in der Innenpolitik als auch seiner Nähe zu Roosevelt, nach wie vor große Vorbehalte gegen den politischen Quereinsteiger gab, waren sich viele hochrangige Politiker der Republikaner über Willkies Popularität im Klaren. Schon für die Kongresswahlen 1942 wollten viele hochrangige Funktionäre den ehemaligen Präsidentschaftskandidaten als Unterstützung im Wahlkampf, was dieser aber wegen seiner Auslandsreisen ablehnte. Dennoch wurde Willkie im Sommer und Herbst 1943 neben General Douglas MacArthur als einer der Favoriten für die republikanische Kandidatur gehandelt. Während seines Wahlkampfes über den Herbst 1943 sowie in den ersten Monaten des Jahres 1944 sprach sich Willkie erneut für eine internationalistisch ausgerichtete Außenpolitik aus und warnte vor einem Rückfall in den Isolationismus. Auch innenpolitisch blieb er seiner Linie treu, was paradoxerweise auch im progressiven Flügel der Demokraten einen gewissen Anklang fand. So forderte Willkie seine Partei auf, große Teile des New Deal zu akzeptieren. Auch bekräftigte er erneut seine Unterstützung für mehr Bürgerrechte und kündigte für den Fall seiner Wahl zum Präsidenten an, hohe Regierungsposten mit Afroamerikanern besetzen zu wollen.
Wie schon vier Jahre zuvor wurde 1944 nur eine kleine Anzahl an Parteitagsdelegierten in Vorwahlen vergeben, die nur in wenigen Staaten abgehalten wurden. Obwohl eine Vorwahlteilnahme für die Präsidentschaftskandidatur damit nicht zwingend erforderlich war, wurden diese Urnengänge als eine Art Stimmungstest angesehen. Die Primary in New Hampshire am 14. März gewann Willkie, allerdings mit deutlich weniger Vorsprung als erwartet. Zuvor hatte er in diesem Staat von Neuengland deutlich mehr Wahlkampf betrieben als seine Mitbewerber. Auch eine Mehrheit der lokalen Zeitungen sprach sich für ihn aus (sogenanntes Endorsement). Seine Konkurrenten waren General MacArthur, der eher liberale New Yorker Gouverneur Thomas E. Dewey, sein Gouverneurskollege aus Ohio John W. Bricker, Vertreter des konservativen Parteiflügels, sowie der frühere Gouverneur von Minnesota Harold Stassen, der eher moderat eingestellt war. Gut zwei Wochen später entschied sich Willkie zur Teilnahme an der Vorwahl in Wisconsin und erklärte im Lichte des Ergebnisses von New Hampshire, dass er im Falle eines schlechten Abschneidens seine Kandidatur aufgeben würde. Dies war insofern ein heikles Unterfangen, da Isolationisten in Wisconsin innerparteilich noch eine vergleichsweise starke Stellung besaßen. Außerdem bestand die republikanische Wählerschaft in diesem Staat des Mittleren Westens zum Großteil aus Deutschamerikanern, die Willkie ohnehin skeptisch gegenüberstanden. In den zwei Wochen vor der Wahl reiste Willkie quer durch die Staaten und hielt zahlreiche Wahlkampfreden, was ihm aber durch raues Wetter wie einen Blizzard erschwert wurde. Dennoch gelang es Willkie, mit seinen als charismatisch wahrgenommenen Reden ein großes Publikum von mehreren tausend Menschen anzuziehen. Seine Hauptgegner Dewey konzentrierte sich hingegen auf eine hohe Präsenz im Radio und zahlreiche Flugblätter, die er im Staat verteilen ließ. Die Primary am 4. April 1944 verlor Willkie dann deutlich, ohne einen Delegierten für den Parteitag gewonnen zu haben. Dewey sicherte sich 17 der 24 zu vergebenen Delegierten, vier entfielen auf MacArthur sowie weitere drei auf Stassen.
Nach seiner klaren Niederlage in Wisconsin erklärte Willkie seinen Rückzug aus dem Wahlprozess. Bei einer Rede vor Anhängern erklärte er:

“I quite deliberately entered the Wisconsin primary to test whether the Republican voters of that state would support me … It is obvious now that I cannot be nominated. I therefore am asking my friends to desist from any activity toward that end and not to present my name at the convention. I earnestly hope that the Republican convention will nominate a candidate and write a platform that really represents the views which I have advocated and which I believe are shared by millions of Americans. I shall continue to work for these principles and policies for which I have fought during the last five years.”

„Ich stieg mit dem Bewusstsein in die Vorwahl von Wisconsin ein, um zu testen, ob mich die republikanischen Wähler unterstützen würden … Es ist jetzt offensichtlich, dass ich nicht nominiert werden kann. Deshalb bitte ich meine Freunde, ihre Aktivitäten einzustellen und dass mein Name nicht auf dem Stimmzettel des Parteitages erscheint. Ich hoffe ernsthaft, der republikanische Parteitag wird einen Kandidaten nominieren und ein Parteiprogramm schreiben, das meine Ansichten wiedergibt, für die ich einstehe und von denen ich glaube, dass sie von Millionen Amerikanern geteilt werden. Ich werde weiterhin für diese Prinzipien und diese Politik arbeiten, für die ich die vergangenen fünf Jahre gekämpft habe.“

#### Letzte Monate und Tod

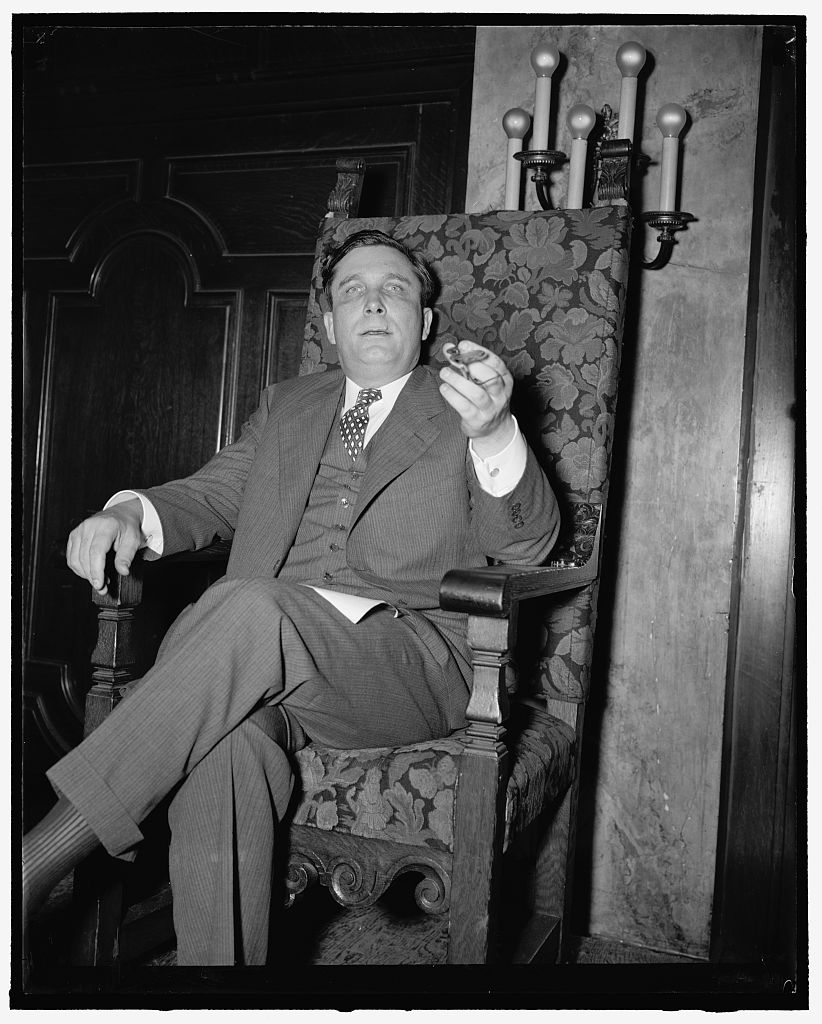
Wendell Willkie (Aufnahme aus den 1940ern, genaues Bilddatum unbekannt)

Nach dem Ausstieg aus dem Präsidentschaftsrennen erklärte Willkie, wieder als Anwalt arbeiten zu wollen. Private Freunde des Juristen bezweifelten aber, dass er sich länger aus dem politischen Geschäft heraushalten wolle. Auch Präsident Roosevelt, der in der Endphase des Krieges für eine vierte Amtszeit antrat, schätzte seinen einstigen Herausforderer nach wie vor. Nach Angaben des Willkie-Biografen Steve Neal war der Präsident daran interessiert, Willkie wieder in die Demokratische Partei zurückzuholen. So soll Roosevelt sogar mit dem Gedanken gespielt haben, ihm für die Wahl 1944 die Vizepräsidentschaftskandidatur an seiner Seite anzubieten. Willkie blieb aber skeptisch gegenüber den Demokraten und hegte Zweifel, ob er dort willkommen oder gar als Running Mate Roosevelts politisch durchsetzbar sei (diese Kandidatur erhielt später Harry S. Truman).
Zurück in New York beteiligte sich Willkie im Sommer 1944 am Aufbau der Liberal Party of New York, einer sozialliberalen Partei, deren langfristiges Ziel eine nationale Bedeutung war, um dabei sowohl liberalen und progressiven Mitgliedern der Demokraten und Republikaner eine neue politische Heimat zu geben. Präsident Roosevelt, der selbst innerparteilich mit dem konservativen Flügel der Demokraten aus dem Süden zu kämpfen hatte, verfolgte dies mit einem großen Interesse. Als die Pläne für diese neue Partei aber durch ein Leak im Weißen Haus frühzeitig an die Öffentlichkeit gelangten, distanzierte sich Willkie von Roosevelt, dem er unterstellte, ihn für seine politischen Zwecke zu missbrauchen. Die Liberal Party betrat zwar nie die nationale Bühne der USA, besteht aber im Staat New York als Kleinpartei bis heute und unterstützt bei überregionalen Wahlen wie jenen zum Gouverneur häufig die Demokraten. Später bildete sich als Pendant noch die Conservative Party of New York als Opposition zu dem liberalen (republikanischen) Gouverneur Nelson Rockefeller in den 1960er-Jahren. Nach dem Leak entschuldigte sich Roosevelt in einem persönlichen Brief bei Willkie. Kurz darauf stellte der Präsident Überlegungen an, Willkie als ersten Generalsekretär der Vereinten Nationen vorzuschlagen, der die Gründungsvorbereitungen unterstützte.
Innerhalb der republikanischen Parteiführung hatte sich Willkie durch seine Kooperation mit Roosevelt sowie seine innen- und außenpolitischen Überzeugungen zunehmend unbeliebt gemacht, obwohl er an der Parteibasis noch immer eine gewisse Unterstützung erfuhr. Zum Nominierungsparteitag im Sommer 1944, auf dem Dewey zum Kandidaten gewählt wurde, hatte man ihn als Redner nicht vorgesehen, woraufhin er seine Teilnahme gänzlich absagte. Willkie blieb dennoch weiterhin in den Medien präsent und verfasste eine Reihe von Meinungsbeiträgen in den Zeitungen. Darin bekräftigte er vor allem sein Eintreten für eine aktive Außenpolitik und Bürgerrechte für Afroamerikaner. Im Wahlkampf sprach er sich hingegen weder für Roosevelt noch für Dewey aus. Beide erhofften sich jedoch eine öffentliche Wahlempfehlung. Kurzzeitig stellte Willkie zudem Überlegungen an, als Zeitungsherausgeber tätig zu werden.
Im August 1944 erlitt er während einer Zugreise einen ersten Herzinfarkt und suchte erst auf Zureden seiner Frau einen Arzt auf. Allerdings verweigerte er eine Behandlung im Krankenhaus. Um seine Gesundheit hatte es bedingt durch den starken Whisky- und Zigarrenkonsum bereits die vergangenen Jahre nicht zum Besten gestanden. Im September 1944 kam es zu einem weiteren Herzinfarkt. Nach mehreren weiteren Infarkten Anfang Oktober starb Wendell Willkie am Morgen des 8. Oktober 1944 im Alter von 52 Jahren. Nach seinem Tod veröffentlichten zahlreiche Medien Nachrufe; Präsident Roosevelt und seine Frau Eleanor würdigten Willkie für sein Lebenswerk. Während seiner Aufbahrung in der New Yorker Fifth Avenue Presbyterian Church erwiesen insgesamt rund 100.000 Menschen dem Verstorbenen die letzte Ehre. Roosevelts Kriegsminister Henry L. Stimson bot Willkies Witwe Edith eine Bestattung auf dem Soldatenfriedhof Arlington National Cemetery an, was diese aber ablehnte. Daraufhin wurde Willkie in seiner Heimat in Indiana beigesetzt.
Auch sein Running Mate von 1940, Charles McNary, war im Februar 1944 verstorben. Es war das einzige Mal in der amerikanischen Geschichte, dass sowohl der Präsidentschafts- als auch Vizepräsidentschaftskandidat einer großen Partei während der Amtsperiode starben, für die sie zur Wahl angetreten waren.

## Nachwirkung

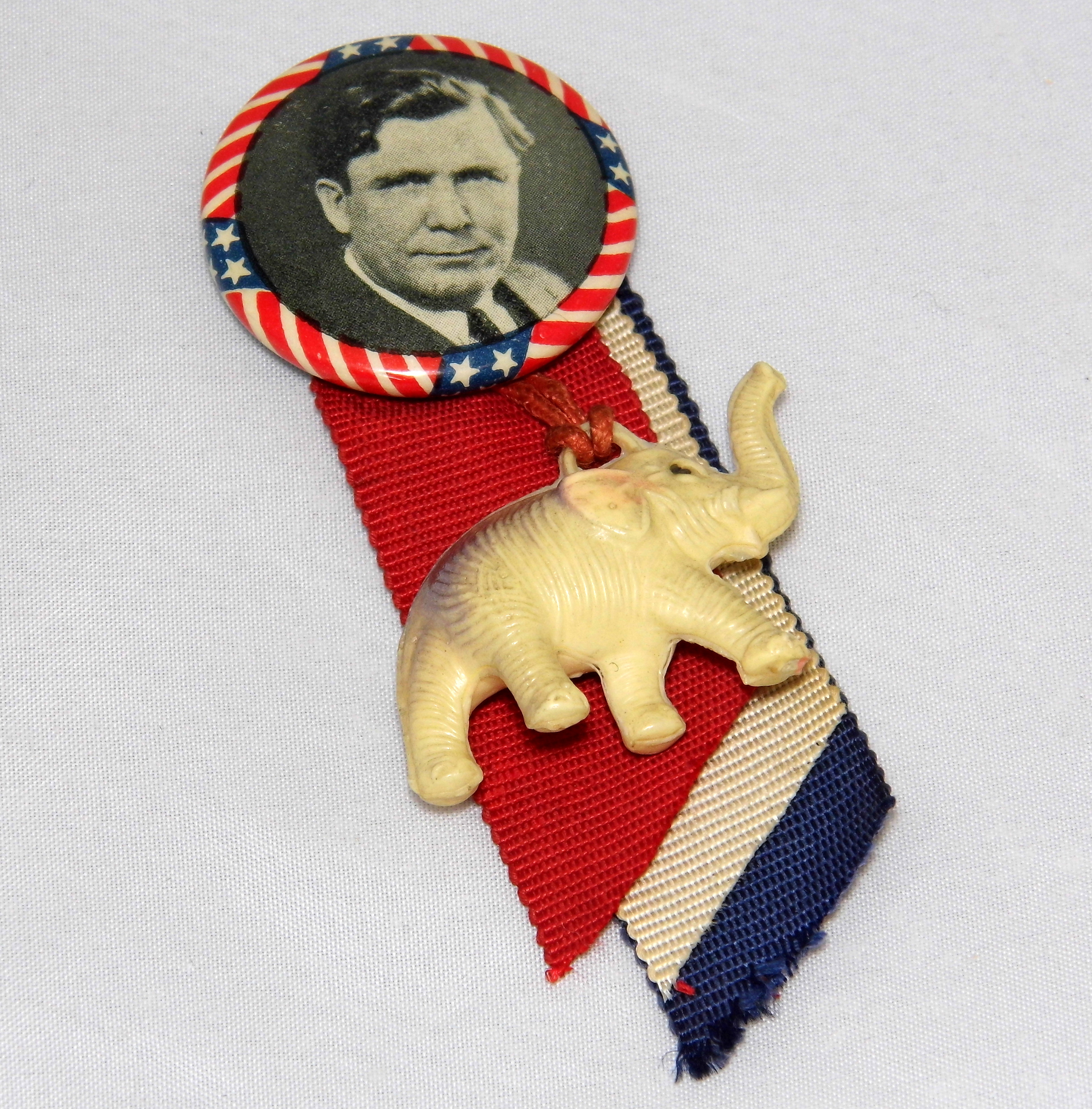
Willkie Ansteck-Button aus dem Wahlkampf 1940 mit einem Porträt des Kandidaten und einem Elefanten, dem Maskottchen der Republikaner

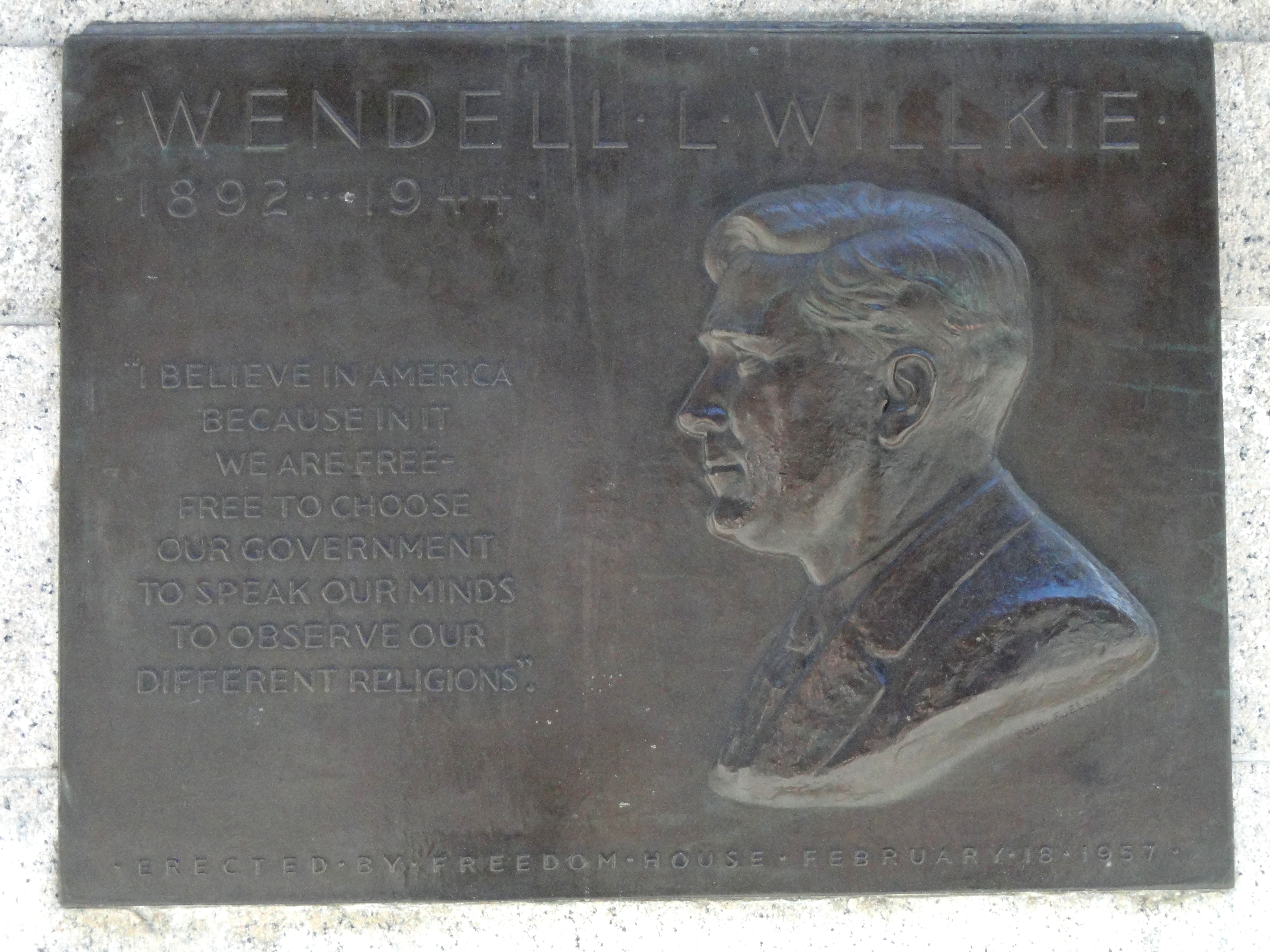
Willkie-Gedenktafel in New York City

Bereits nach Willkies Nominierung zum republikanischen Präsidentschaftskandidaten bezeichnete Präsident Roosevelt ihn als „von Gott geschickt“, da somit im Wahlkampf keine Auseinandersetzung über die Frage nach Unterstützung für das Vereinigte Königreich stattfinden würde. Um auf internationaler Ebene erfolgreich agieren zu können, war es für Roosevelt von zentraler Bedeutung, dass sein Land nicht durch einen Wahlkampf gespalten und damit seine Position geschwächt würde. Auch der Schriftsteller Walter Lippmann sah Willkies Nominierung als entscheidend an. Mit einem der anderen Kandidaten, die 1940 zur Verfügung standen, so Lippmann, hätte die Republikanische Partei fatalerweise all jenen den Rücken gekehrt, die sich gegen Adolf Hitler stellten. Der Historiker Charles Peters schrieb Anfang des 21. Jahrhunderts: „Es ist vertretbar zu sagen, dass Willkies Wirkung auf die Vereinigten Staaten und die Welt als größer angesehen werden kann als jene von vielen Männern, die tatsächlich das Amt [des Präsidenten] innehatten. Während eines kritischen Moments der Geschichte stand er für die richtigen Dinge zur richtigen Zeit“. Willkies Unterstützung für den Präsidenten in Kriegszeiten fand in der folgenden Geschichte der USA immer wieder öffentliche Thematisierung. Im Jahr 2004 berief sich der demokratische Senator Zell Miller aus Georgia auf Willkie, als er sich auf dem republikanischen Parteitag für die Wiederwahl des republikanischen Präsidenten George W. Bush aussprach. Miller begründete sein Eintreten für Bush mit dem Irakkrieg. Anders als der Bewerber der Demokraten, John Kerry, habe Willkie seinem Präsidenten den Rücken freigehalten und diesen nicht für seine Kriegspolitik kritisiert und somit die Stellung des Staatsoberhauptes geschwächt. Vertreter der Demokratischen Partei wiesen diesen Vergleich damals zurück.
Der Schriftsteller Samuel Zipp reflektierte Willkies politisches Wirken und stellte fest, seine Reisen im Auftrag Roosevelts während des Zweiten Weltkrieges sowie sein Buch One World hätten die öffentliche Zustimmung zu einer aktiven Außenpolitik der USA vergrößert und damit einen wichtigen Beitrag im Kampf gegen das NS-Regime und die Gestaltung der Nachkriegswelt geleistet. Es lasse sich zudem erkennen, dass Willkies außenpolitische Überzeugungen langfristigen Einfluss auf die Anhänger der republikanischen Partei hatten. So gestand der spätere US-Präsident Gerald Ford Jahrzehnte später ein, Willkie habe ihn von einem Isolationisten zu einem Internationalisten gemacht. Außerdem schrieb er: „Er startete die erfolgreichste und beispielloseste Herausforderung gegen den konventionellen Nationalismus in der modernen amerikanischen Geschichte… Er hielt die Amerikaner an, sich eine neue Form der Verbundenheit mit der Welt vorzustellen, eine, auf die Millionen Amerikaner mit beispielloser Dringlichkeit reagierten.“
Der Willkie-Biograf Steve Neal schrieb über die historische Einordnung des Präsidentschaftskandidaten:

“Though he never became President, he had won something much more important, a lasting place in American history. Along with Henry Clay, William Jennings Bryan, and Hubert Humphrey, he was the also-ran who would be long remembered. ‘He was a born leader,’ wrote historian Allan Nevins, ‘and he stepped to leadership at just the moment when the world needed him.’ Shortly before his death, Willkie told a friend, ‘If I could write my own epitaph and if I had to choose between saying, “Here lies an unimportant President”, or, “Here lies one who contributed to saving freedom at a moment of great peril”, I would prefer the latter.’”

„Obwohl er nie Präsident wurde, gewann er etwas Wichtigeres, nämlich einen dauerhaften Platz in der amerikanischen Geschichte. Zusammen mit Henry Clay, William Jennings Bryan und Hubert H. Humphrey war er einer der Kandidaten, die lange in Erinnerung bleiben würden. ‚Er war der geborene Anführer‘, schrieb der Historiker Alan Nevins, ‚und er übernahm die Führung genau zu dem Zeitpunkt, als die Welt ihn brauchte‘. Kurz vor seinem Tod sagte Willkie zu einem Freund: ‚Wenn ich meinen eigenen Grabstein beschriften könnte und die Wahl hätte zwischen „Hier liegt ein unbedeutender Präsident“ oder „Hier liegt jemand, der dazu beitrug, die Freiheit in einer Zeit großer Gefahr zu retten“, würde ich letzteres bevorzugen.‘“

Während des US-Präsidentschaftswahlkampfes 2016 wurden in den Medien vereinzelt Parallelen zwischen Wendell Willkie und dem republikanischen Kandidaten und späteren Präsidenten Donald Trump gezogen. Nach Willkie war Trump der erste Kandidat einer großen Partei, der vor seiner Nominierung weder ein politisches Amt noch einen hohen militärischen Rang innegehabt hatte. Als weitere Gemeinsamkeit wurde der Hintergrund als „reicher Geschäftsmann aus New York“ genannt sowie die Tatsache, dass beide eine Zeit lang Mitglied der Demokratischen Partei gewesen waren.

## Kulturelle Rezeption
In dem Roman Das goldene Zeitalter von Gore Vidal ist einer der Handlungsschwerpunkte der Aufstieg von Wendell Willkie zum republikanischen Kandidaten bei der Präsidentschaftswahl 1940.

## Werke
- This Is Wendell Willkie. 1940 (Reden und Aufsätze)
- One World. 1943
- An American Program. 1944